# Phare de l'île Boná
Le phare de l'île Boná (en espagnol : Faro de Isla Boná) est un phare actif situé sur l'île Boná, dans la province de Panama. Il est géré par la Panama Canal Authority .

## Histoire
L'Île Boná est un gros rocher situé au sud de l'île Otoque à environ 30 km au sud de l'entrée du canal de Panama par l'océan Pacifique.
Le phare est situé sur un promontoire de la pointe sud de l'île.

## Description
Ce phare est une tour pyramidale métallique à claire-voie, avec une galerie carrée et une balise de 12 m de haut. La tour est peinte en blanc . Il émet, à une hauteur focale de 54 m, un long éclat blanc de 3 secondes par période de 13 secondes. Sa portée est de 22 milles nautiques (environ 41 km).
Identifiant : ARLHS : PAN001 - Amirauté :
G3222 - NGA : 111-0052 .

## Caractéristique dufeu maritime
Fréquence : 13 secondes (W)
- Lumière : 3 secondes
- Obscurité : 10 secondes

### Lien connexe
- Liste des phares du Panama